# Fianoniella
Fianoniella is een geslacht van insecten uit de orde vliesvleugeligen (Hymenoptera) en de familie Ichneumonidae.

## Soorten
- F. bituberculata (Schmiedeknecht, 1905)
- F. brunnipes Horstmann, 1998
- F. compressa (Townes, 1983)
- F. densa (Townes, 1983)
- F. flagellator (Aubert, 1974)
- F. laeviscutum (Horstmann, 1990)
- F. minora (Townes, 1983)
- F. opaca (Townes, 1983)
- F. piliventris (Townes, 1983)
- F. polita (Townes, 1983)
- F. pubicollis (Townes, 1983)
- F. punctata (Townes, 1983)
- F. punctiscutum (Horstmann, 1990)
- F. rugipleuris Horstmann, 1998
- F. scabra (Townes, 1983)
- F. stenognatha Bordera, 1998
- F. subpolita (Townes, 1983)